# Amy Gutmann
Amy Gutmann (19 de noviembre de 1949) es la octava presidenta de la Universidad de Pensilvania. Graduada en teórica política, es además autora de 16 libros, y profesora universitaria. Pertenece a la corriente de Christopher H. Browne, distinguido profesor de Ciencias Políticas en la escuela de Artes y Ciencias de la Universidad de Pensilvania y  profesor de comunicación en la Escuela de Comunicación Annenberg, con citas de facultad secundaria en filosofía en la Escuela de Artes y Ciencias y la Escuela de Licenciado de Educación. En noviembre de 2016, la escuela anunció que su contrato había sido extendido hasta 2022, por lo cual se considera que es la presidenta que más servicios ha prestado a lo largo de la historia de la Universidad de Pensilvania.

## Educación y vida tempranas
Nació en Brooklyn, Nueva York, única hija de Kurt y Beatrice Gutmann. Creció en Monroe, Nueva York, una pequeña ciudad, en las afueras de Nueva York.
Su padre fue el más joven de cinco niños en una familia judía ortodoxa en Feuchtwangen, Alemania.
Vivía cerca de Núremberg, Alemania, cuando Adolf Hitler llegó a poder. Huye de la Alemania Nazi en 1934 como estudiante universitario. Después de ser asilo negado en los EE. UU., trayendo a su familia entera incluyendo cuatro hermanos para unirsele en Bombay, India, donde funda una fábrica metalúrgica. Kurt Gutmann, en 1948, aún viviendo en la India, se va de vacaciones a Nueva York. Mientras, estuvo allí, asiste a una beneficencia en un hotel de Manhattan, Essex Casa, donde conoce a Beatrice, la futura madre de Amy, con quien se casaría dos semanas más tarde.